# Nó 7,1
Na Teoria dos nós, o nó 7,1, também é conhecido como o nó septafoil. O nó 7,1, ou nó toral (7, 2), é um dos sete nós primos com sete cruzamentos. É o mais simples nó toral após o trevo e o nó 5,1.
O nó 71 é inversível , mas não ambiquiral. Seu polinômio de Alexandre é:
{\displaystyle \Delta (t)=t^{3}-t^{2}+t-1+t^{-1}-t^{-2}+t^{-3},\,}
seu polinômio de Conway é:
{\displaystyle \nabla (z)=z^{6}+5z^{4}+6z^{2}+1,\,}
e o seu polinômio de Jones é:
{\displaystyle V(q)=q^{-3}+q^{-5}-q^{-6}+q^{-7}-q^{-8}+q^{-9}-q^{-10}.\,}